# Władysław Jaworski (aktor)
Władysław Jaworski (także Władysław Werner ur. 21 stycznia 1852 w Gorzkowie,  zm. 1909 we Lwowie) – aktor i reżyser teatralny, dyrektor teatrów prowincjonalnych.

## Kariera aktorska
Początkowo (lata 1870-1872) występował w zespołach teatrów prowincjonalnych: Ksawerego Wołłowicza i Piotra Woźniakowskiego. Następnie występował w teatrze krakowskim (1872-1873), poznańskim (sez. 1873/1874) oraz nadal na prowincji: u Jana Łuby, Józefa Mikulskiego, Apollona Lubicza, Józefa Rybackiego, Franciszka Idziakowskiego, Bolesława Kremskiego i Hipolita Wójcickiego a także w warszawskich teatrach ogródkowych: "Alkazar", "Tivoli". W 1880 r. został zaangażowany do teatru krakowskiego, w którym występował przez dwanaście lat. Po krótkim okresie pracy w teatrze niemieckim w Pradze (1893) przeniósł się do Lwowa, gdzie występował do końca życia, pełniąc także funkcję reżysera. Był ceniony jako aktor charakterystyczny. Wystąpił m.in. w rolach: Symforjana Gradulewicza (Wujaszek Alfonsa), Komornika Staroświęckiego (Żydzi), Petryłły (Miód kasztelański), Cześnika (Zemsta), Wojewody (Mazepa), Hetmana (Horsztyński), Radosta (Śluby panieńskie), Damazego (Pan Damazy), Ignacego (Marcowy kawaler), Bartosza (Kościuszko pod Racławicami) i Czepca (Wesele).

## Zarządzanie zespołami teatralnymi
W 1877 r. wspólnie z Franciszkiem Idziakowskim i Łucjanem Kościeleckim prowadził zespół działowy w Kaliszu. Tego samego roku wspólnie z Franciszkiem Idziakowskim prowadził warszawski teatr ogródkowy "Pod Lipką". Również z Franciszkiem Idziakowskim prowadził grupę teatralną występującą w 1880 r. w Piotrkowie i Częstochowie. W 1894 r. wspólnie z Władysławem Antoniewskim prowadził grupę wędrowną, która dawała przedstawienia Stanisławowie, Kołomyi i Czerniowicach.

## Życie prywatne
Jego żoną była aktorka i śpiewaczka Maria Werner.